# メスクラ
メスクラ（MEZKLAH）とは、1999年にアメリカのロサンジェルスで結成されたラティーノ系・チカーノ系ロックバンドである。音楽のカテゴリーとしては、オールタナティヴ・ラテンと区分されることもあるが、バンド自身はエレクトロニック・トライバルと称している。

## 概要
アンヘル・ガルシア（ボーカル）と、グレゴリー・ヘルナンデス（ギター）からなり、2004年レコードデビュー。
2003年、メキシコ・ツアー（モリナルコ、メキシコシティ、オアハカほか）を敢行。2008年3月に初来日し、渋谷のクラブ・エイジアほかでライブを行なう。かれらの音楽には、都会におけるシャーマニズム的、呪術的要素が見られ、アンヘル・ガルシアによる刺青グラフィックは、そうしたトライバル（部族）な宗教性を発揮したものと捉えることができる。

## バンド名の由来
「MEZKLAH」は、スペイン語の<mezcla>をもじったもので、「ミックス」や「混淆」や「フュージョン」という意味。ドラムンベース、R&B、ロック、レゲエ、ラップ、テクノ、クンビア、ジャングルなど、さまざまな音楽ジャンルを採りいれるバンドの特徴を示唆している。

## ディスコグラフィー
- スパイダー・モンキー (アルバム)（Spider Monkey）

1. Fogota
2. Quiero Cocida
3. Tsunami Mami
4. Maldita
5. Spider Monkey
6. Passion in the Flesh
7. Red Mud
8. Shotgun
9. Ojo de Agua
10. Chango Araña
11. Rattle
12. Mozkazzi

の12曲を収録。